# Kétszárnyúak
A kétszárnyúak (Diptera) a rovarok osztályának (Insecta), szárnyas rovarok alosztályának (Pterygota) egyik rendje. A bogarak (Coleoptera), a lepkék (Lepidoptera) és a hártyásszárnyúak (Hymenoptera) mellett az egyik legsikeresebb rovarrend, melyet hatalmas fajszámuk bizonyít: idáig mintegy 120 000 fajukat írták le – ezek közül Magyarországon körülbelül 9500 faj él.

## Morfológia

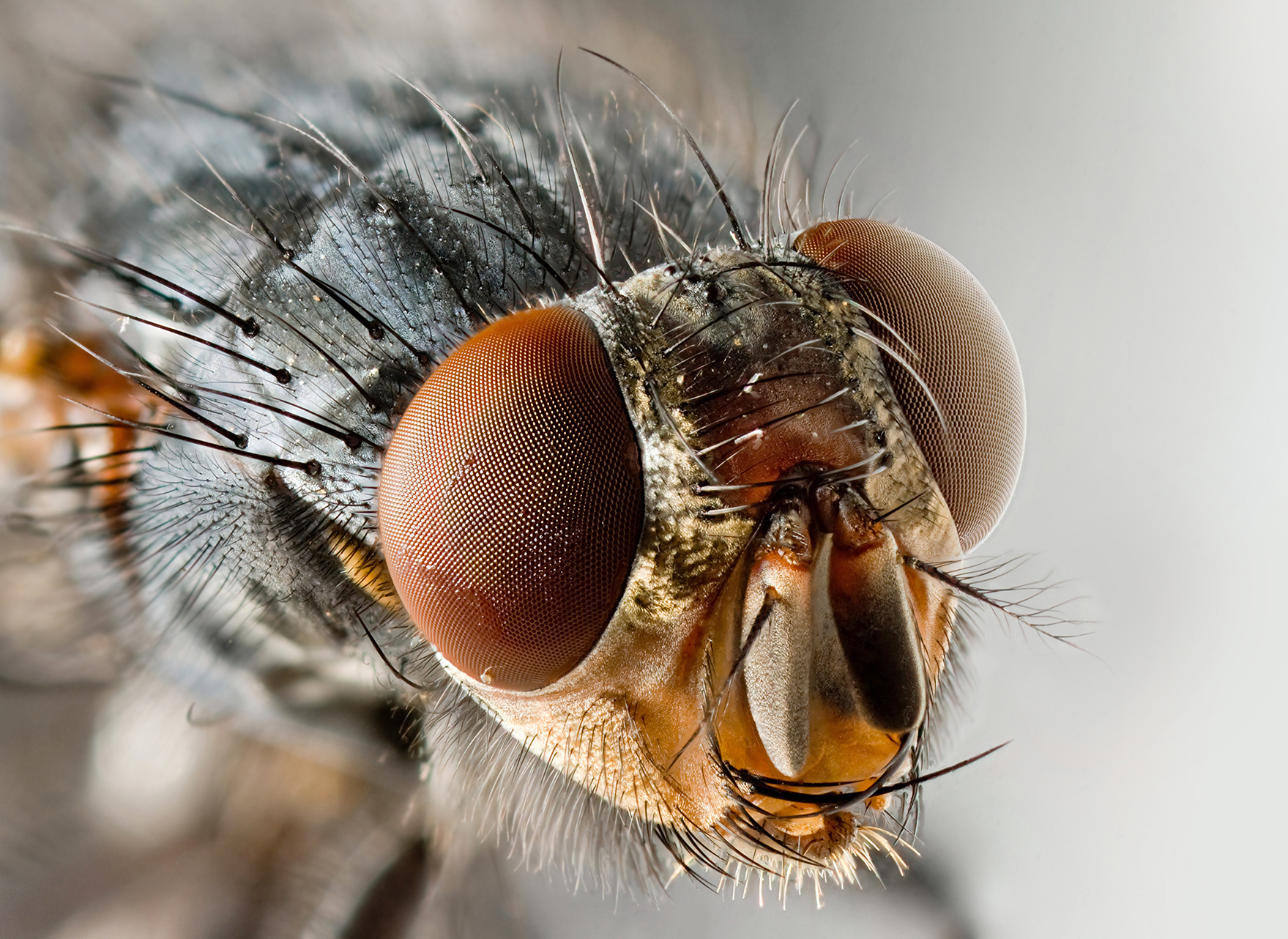
A házilégy (Musca domestica) feje közelről. Jól látszik a két hatalmas összetett szem, a rövid csápok és az erős kitinszőrök.

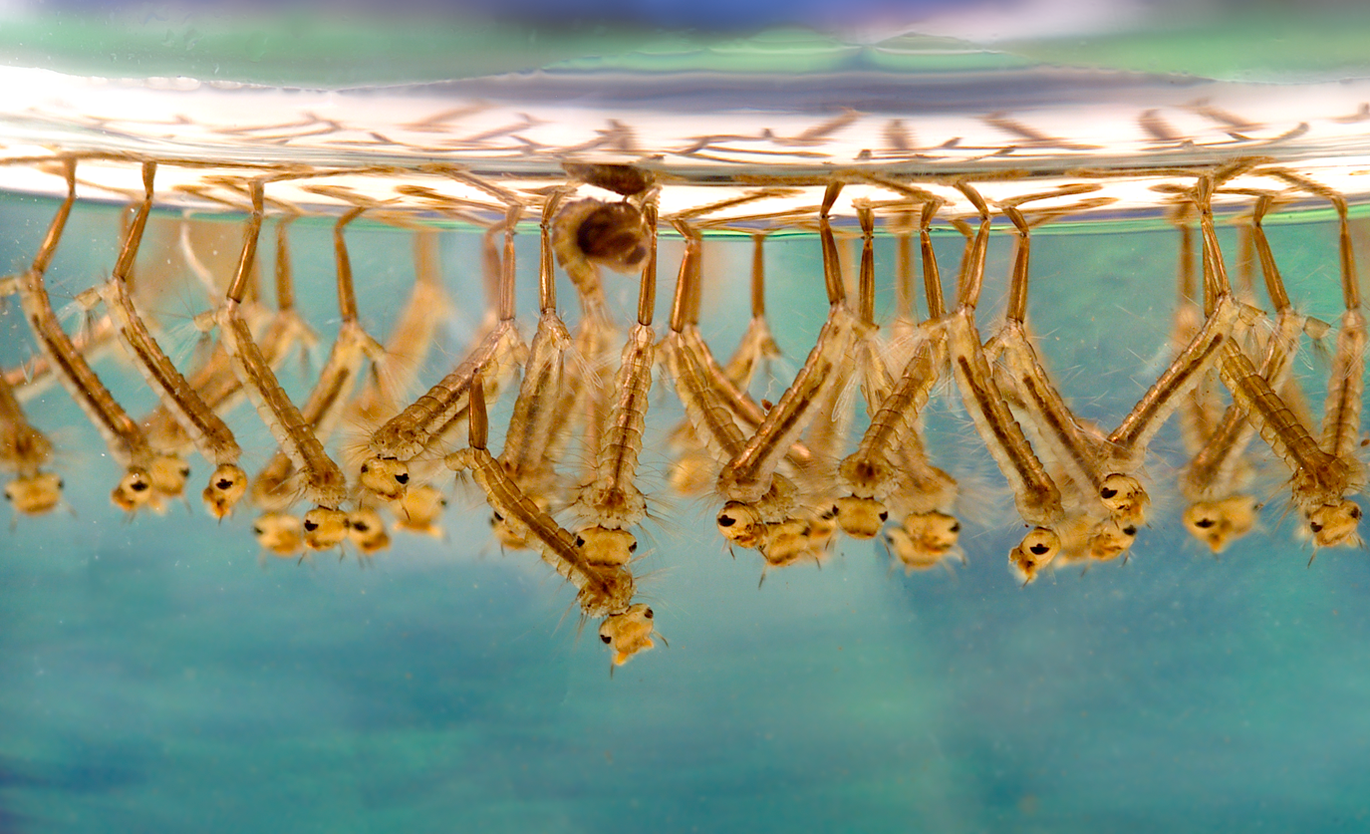
A víz felületén lélegző szúnyoglárvák

Fémzöld döglegyek (Lucilia sericata) egy húscafaton

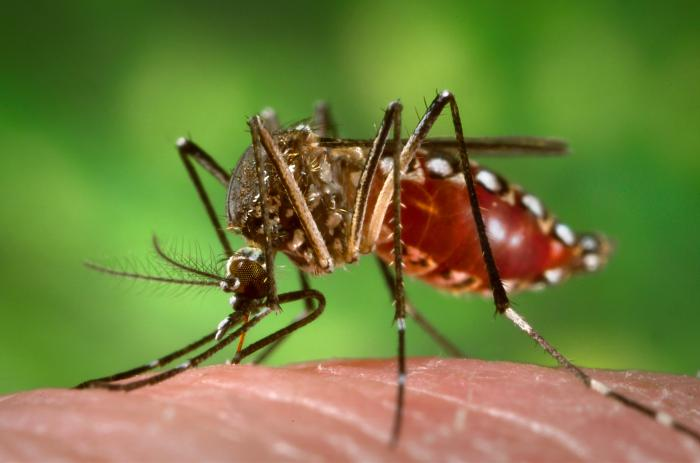
Vért szívó Aedes aegypti nevű szúnyogfaj

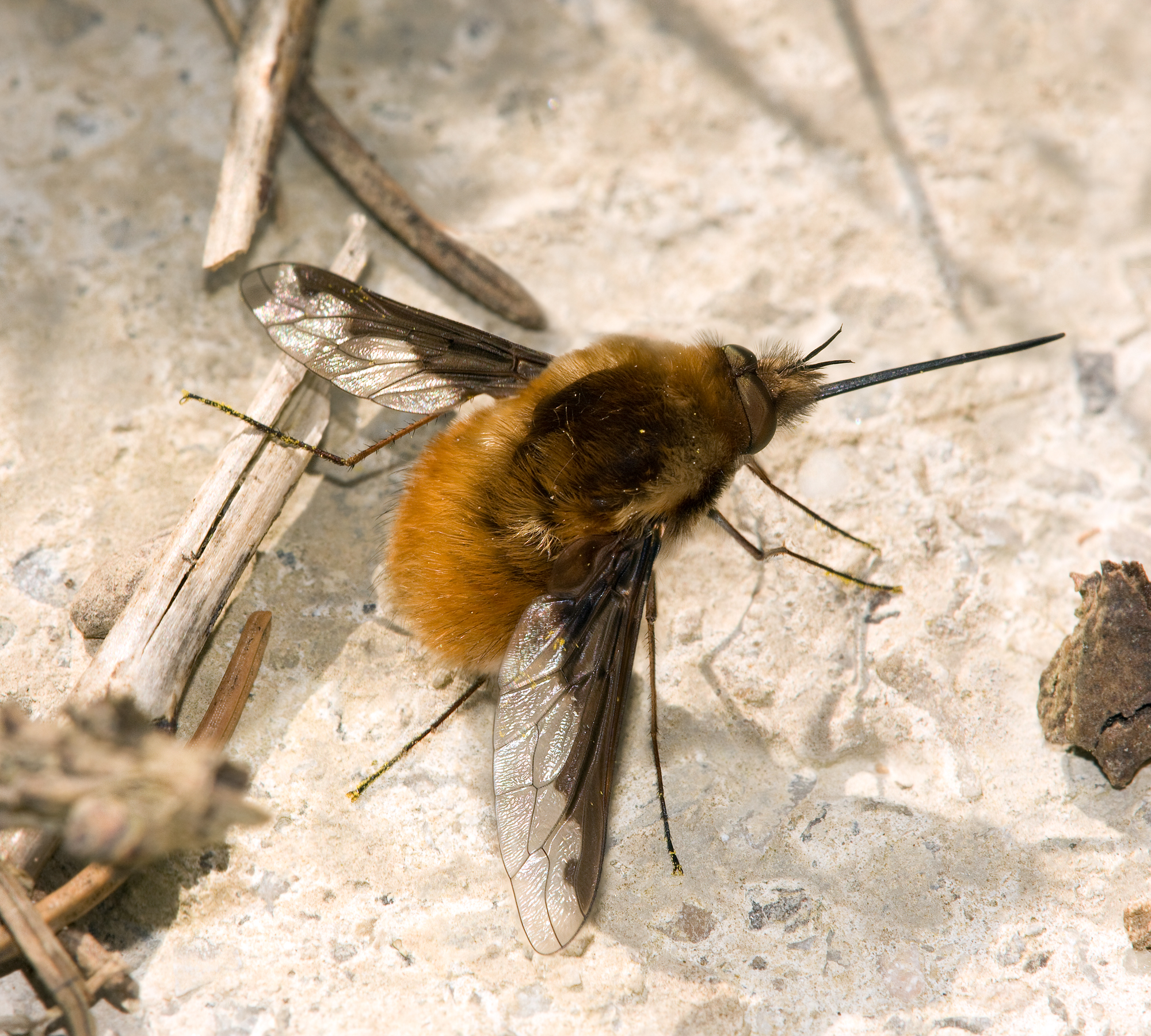
A pöszörlegyek (Bombyliidae) vastag kitinszőrbundájukkal igen látványos megjelenésűek.

### A fej
Testhosszuk a mm tizedrészétől egészen 8 cm-ig terjed.
Fejük szabadon mozgatható, keskeny nyakkal ízesül az előtorhoz. A fejen két nagy összetett szemet találunk; ezek olykor (pl. a böglyöknél) az egész fejet elfedik. Emellett többnyire 3 egyszerű pontszemük is van. A szúnyogalkatúak hosszú csápja sok ízből áll, a légyalkatúak csápja rövid, kevés ízből áll.
Szájszerveik soha nem rágók, hanem szúró-szívók vagy szívó-nyalók. A kétszárnyúak szúró-szívó szájszervében ormány vagy szipóka (rostrum) alakult ki. Az alsó ajak állrésze hosszúra nyúlt, vályúszerű, a megnyúlt felső ajakkal együtt zárt csövet alkot. Benne 5 szúrósörte található, amik a 2 rágóból, a 2 állkapocsból és a hipofarinx nevű szájszervi egységből keletkeztek. Az állkapcsi tapogató megvan, az alsó ajak tapogatói csökevényesek. A megszúrt állat testfolyadékát a hipofarinxból és a felső ajakból kialakult csatornán szívja fel az állat, miközben a hipofarinx belsejében lévő vékony csatornán nyálat juttat az állat testébe – ezzel betegségeket terjeszt.
A nyaló szájszervek az előbbiek módosulatai. Az ormány (rostrum) alsó felét alkotó alsó ajakrészen az ajaktapogatók ajakpárnákká (labellum) alakultak. Ezeken finom kitincsatornák vagy kitinfogacskák találhatók, amelyekkel vagy felszívják a folyékony állagú táplálékot (csatorna), vagy felmorzsolják a növényi pollent (fogacska). Egyes fajok szájszerve csökevényes.

### A tor
Az elő- és utótor igen keskeny, szorosan összeforrtak a jól fejlett középtorral. Ezen helyezkednek el a járólábak, amik csak nagyon ritkán módosulnak (például az elülső pár ragadozásra). Lábfejük hat ízű, a hatodik, úgynevezett karomízen nő a két a karom. A karmok alatt foglalnak helyet a kétszárnyúak jellegzetes tapadókészülékei, amikkel akár függőleges, sima felületeken (az üvegen is) jól másznak. A tapadókészülék két tapadópárnából (pulvillus) áll; ezekhez olykor egy harmadik (aerolium) is csatlakozik.
A toron vannak a jellegzetes szárnyak. Az elülső pár általában jól fejlett, a hátulsó pár bunkós csökevénnyé, ún. billérré (haltera) alakult. A dobverő alakú billér olyan egyensúlyérző szerv, amelynek alapjánál a
- chordotonális szerv mellett
- Hicks-féle szemölcs, valamint
- nyomást és feszítést érző (kampaniform) receptorok

találhatók.
A billér izmokkal mozgatható, így egyesek azt tartják, hogy az elülső szárnyak tágasságának beállításában is van szerepe. A fejlett elülső szárnypár mindig hártyás, erezete nem túlságosan gazdag, olykor színfoltok is lehetnek rajta. A rendnek vannak szárny nélküli csoportjai is. A szárnyak erezete a családok elkülönítésének fontos bélyege. A szárnylemez hátulsó-belső pereme felgyűrődve fülszerű képleteket alkothat:
- fiókszárny (alula),
- szárnypikkely (distycalypter),
- torpikkely (basicalypter).

### A potroh
Potrohuk szelvényeinek száma változó, a legkevesebb 4−5 szelvény. Rajta gyakran kutikuláris képződmények (serték, szőrök, pikkelyek) nőnek. Függelékei is vannak (két cercus és két stylus). A hímeknek párzószervük, a nőstényeknek a peték lerakására szolgáló tojócsövük van.

### Belső felépítés, szaporodás
Belső morfológiai különlegességeik például a nyelőcsövük szívógyomorral függ össze; Malpighi-edényeik száma kicsi, csak 4−5; a potrohban a hosszanti tracheatörzsek hatalmas léghólyagokká olvadtak össze; az idegrendszerük fejlettsége a kezdetleges hasdúclánctól a szinte teljesen összeolvadt dúcokat tartalmazó idegrendszerig terjed; petefészkeik változó rekeszűek.
A nemi kétalakúság elég gyakori a rokonsági körben, és olykor igen erőteljes. Posztembrionális ontogenezisük a totális metamorfózis (teljes átalakulás). Általában peterakók, de kivételesen ismertek lárva- és bábtojó kétszárnyúak is. Lárváik láb nélküli nyüvek, melyeknek vagy megvan a fejük, vagy behúzódik az előtori részbe (fejetlen lárva). Bábjuk a fejletlenebb alakoknál múmiabáb, a fejlettebb kétszárnyúaknál tonnabáb. Ennek burka az imágó kibúvása előtt mindig határozott helyen és alakkal reped fel, melyet a rendszerezésben is felhasználtak (pl. Dudich−Loksa-féle rovarrendszer).
A kétszárnyúak lárvái lehetnek víziek és szárazföldiek is. Többségük növényevő, de ismeretesek ragadozó és parazita lárvák is. A szárazföldiek többnyire földben, trágyában, bomló állati tetemekben, korhadó fákban, virágos növényekben, gombákban stb. élnek. Egyes fajok akár gubacsot is képeznek a lárváiknak.

## Rendszerezés
A rendet két, a külső morfológiai jegyek (testalkat, csápok stb.) alapján jól elkülöníthető alrendre osztják:
- hosszúcsápúak vagy szúnyogalkatúak (Nematocera);
- rövidcsápúak vagy légyalkatúak (Brachycera).

A szúnyogok teste karcsúbb, csápjuk és lábuk hosszabb. A légy zömökebb testű, rövidebb csápú és lábú állatok.
Az alrendeket alrendágakra osztják. Mintegy 120 000 ismert faj 155 családban és 2 alrendben.